# Syncarpa oviformis
Syncarpa oviformis is een zakpijpensoort uit de familie van de Styelidae. De wetenschappelijke naam van de soort is voor het eerst geldig gepubliceerd in 1913 door Redikorzev.